# Holzmalerei

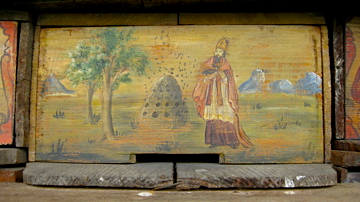
Bemaltes Bienenbrett an der Frontseite eines Krainer Bauernstockes

Die Holzmalerei ist eine Verzierung kleinerer Gegenstände aus Holz, wie Kästchen, Rahmen und Teller, durch das Aufmalen von Figuren, Blumen, von Nachahmungen der Intarsien usw.
Hierzu werden gewöhnliche Aquarellfarben verwendet, nachdem vorher der Holzgrund mit Glaspapier abgeschliffen und in einer Lösung von wenig Gelatine in warmen Wasser getränkt worden ist. Zum Schluss wird die fertige Arbeit mit einer Schicht aus Aquarellfirnis oder durchsichtigem Holzlack überzogen. Früher benutzte man dazu auch Schellack.
Bei dunklen Hölzern verwendet man Gouache-Farben.
Für größere Gegenstände aus Holz empfiehlt sich die Ölmalerei auf poliertem oder mattem Hintergrund. Auf mattem Hintergrund kann man auch Goldbronze oder die Blattvergoldung vorteilhaft anwenden.